# 亚当·密茨凯维奇纪念碑 (维尔纽斯)
亚当·密茨凯维奇纪念碑位于立陶宛维尔纽斯的圣亚纳堂附近的迈罗尼奥街（1945年前称为圣亚纳街），内里斯河沿岸。

## 历史
维尔纽斯亚当·密茨凯维奇纪念碑的设计首倡者是维尔纽斯大学（当时是波兰第二共和国的斯特凡·巴托里大学）的兹比格涅夫·普罗纳什科。但是在1925年5月，宣布举办一场关于拟建纪念碑的竞赛。:53 由于艺术界对该项目的浓厚兴趣，提交设计的期限一再延长，最终提交了67个设计方案。:53 评审团由维尔纽斯市政当局和艺术界代表组成，由卢卡扬·埃利戈夫斯基将军掌舵:54 。
一等奖授予先锋派艺术家斯坦尼斯瓦夫·苏加尔斯基，二等奖授予拉法·贾希莫维奇，三等奖授予米奇斯瓦夫·卢贝斯基。:54 根据苏加尔斯基的设计，密茨凯维奇赤身裸体，躺在祭坛上。艺术家将雕塑放在一个大型基座上，其形状为阿兹特克金字塔。:55 波兰的国家象征白鹰栖息在雕像的侧面，象征从诗人的伤口中吸取血液。:55
苏加尔斯基的设计极具分裂性，在波兰知识分子、领导层、艺术评论家以及普通人中，支持和反对设计的两极分化的情绪都很高涨。:56–66 纪念碑委员会安排了一次新的比赛，这一次只接受受邀艺术家的意见。:56–66 获胜者是亨利克·库纳，其提案被选中。然而，由于涉及资金和合适位置的一系列问题，纪念碑的建设拖延了。:56–66 随着第二次世界大战的爆发和维尔纽斯并入立陶宛，项目被放弃。:56–66

## 现状
1980年代，立陶宛雕塑家杰迪米亚斯·雅各博尼斯，和周围广场的建筑师维塔塔斯·切卡纳乌斯卡斯，重启该项目。这座纪念碑于1984年4月18日揭幕。雕刻纪念碑的花岗岩来自沃里尼亞。纪念碑描绘亚当·密茨凯维奇倚靠在一根断柱上的情景。整个构图高4.5米。1987年，在纪念碑周围，举行了引发独立运动的第一次爱国会议。
1996年，亨利克·库纳为未完工的亚当·密茨凯维奇纪念碑创作的浮雕，放置在纪念碑周围。最初计划有12幅，目前有6幅，描绘密茨凯维奇作品《先人祭》（Dziady）中的场景。